# Максим Танк
Максим Танк (біл. Максім Танк, справжнє ім'я Євген Іванович Скурко; нар. 4 (17) вересня 1912 — пом. 7 серпня 1995) — білоруський радянський поет, перекладач і громадський діяч. Народний поет Білоруської РСР (1968). Герой Соціалістичної Праці (1974). Лауреат Ленінської (1978) і Сталінської премії другого ступеня (1948). Член КПЗБ з 1936 року.

## Біографія
Народився Євген 17 вересня 1912 року в селі Пільковщіна (нині Мядельського району Мінської області Білорусі). Брав участь у революції в Західній Білорусі. У біографії Максима Танка завжди активно виражалася громадянська позиція. За це він був арештований в 1933 і в 1934 роках. Перший опублікований збірник віршів у біографії М. Танка вийшов у 1936 році — «На етапах». За ним пішов збірник «Журавлинний колір» в 1937 році, потім «Під щоглою» в 1938 році. У всіх цих книгах поет підтримував боротьбу народу за визволення рідної землі.
Танк був кореспондентом в газеті «Вілейська правда», а в роки німецько-радянської війни працював у пресі. Навіть у воєнні часи в біографії Танка письменницька діяльність не була залишена. У 1942 році він написав поему «Янук Сяліба», а в 1945 році створив дві збірки віршів. Коли закінчилася війна, Танк став працювати в журналі «Вожик» редактором, а пізніше — головним редактором (у 1948—1966) у журналі «Полум'я».
За повну біографію Танка було створено безліч книг, поем, збірок. Серед відомих творів Танка — «Слід блискавки» (1957), «Ковток води» (1964), «Хай буде світло» (1972), «Ave Марія» (1980). Письменник має безліч звань і нагород.
У 1940 році у був прийнятий в СП СРСР. Депутат ЗС СРСР з 1969 року. Академік АН БРСР з 1972 року.
За час незалежності М. Танк не цурався біло-червоно-білого прапора. Перед смертю підтримував мову і національну символіку, виступив проти результатів референдуму 1995 року.
Максим Танк помер в Мінську 7 серпня 1995 року. Похований у рідному селі.

## Твори
- Поема «Янук Сяліба» (1943)
- Збірка ліричних віршів «Щоб відали» (1948)
- «Слід блискавки» (1957)
- «Ковток води» (1964)
- «Хай буде світло» (1972)
- «Ave Марія» (1980)

## Нагороди та звання
- Сталінська премія другого ступеня (1948) — за віршований збірник «Якби відали …» (1948)
- Народний поет Білоруської РСР (1968)
- Герой Соціалістичної Праці (1974)
- Ленінська премія (1978)
- Чотири ордени Леніна
- Орден Жовтневої Революції
- Орден Червоного Прапора
- Два ордена Трудового Червоного Прапора
- Орден Вітчизняної війни II ступеня
- Орден Дружби народів
- Орден Відродження Польщі IV ступеня
- Медаль Франциска Скорини

Іменем письменника названо Білоруський державний педагогічний університет.